# William Tollemache, Lord Huntingtower
William Tollemache, Lord Huntingtower (19 maggio 1766 – 11 marzo 1833) è stato un politico scozzese.

## Biografia
Era il figlio di John Manners, e di sua moglie, Louisa Tollemache, VII contessa di Dysart.
Il 12 gennaio 1793, è stato creato baronetto, di Hanby Hall, nella contea di Lincoln. Nel 1821, fu designato Lord Huntingtower, e ha adottato il cognome di Tollemache.

## Carriera politica
Huntingtower rappresentò Ilchester (1803-1804 e 1806-1807). Ha servito come sceriffo di Leicestershire nel 1809.

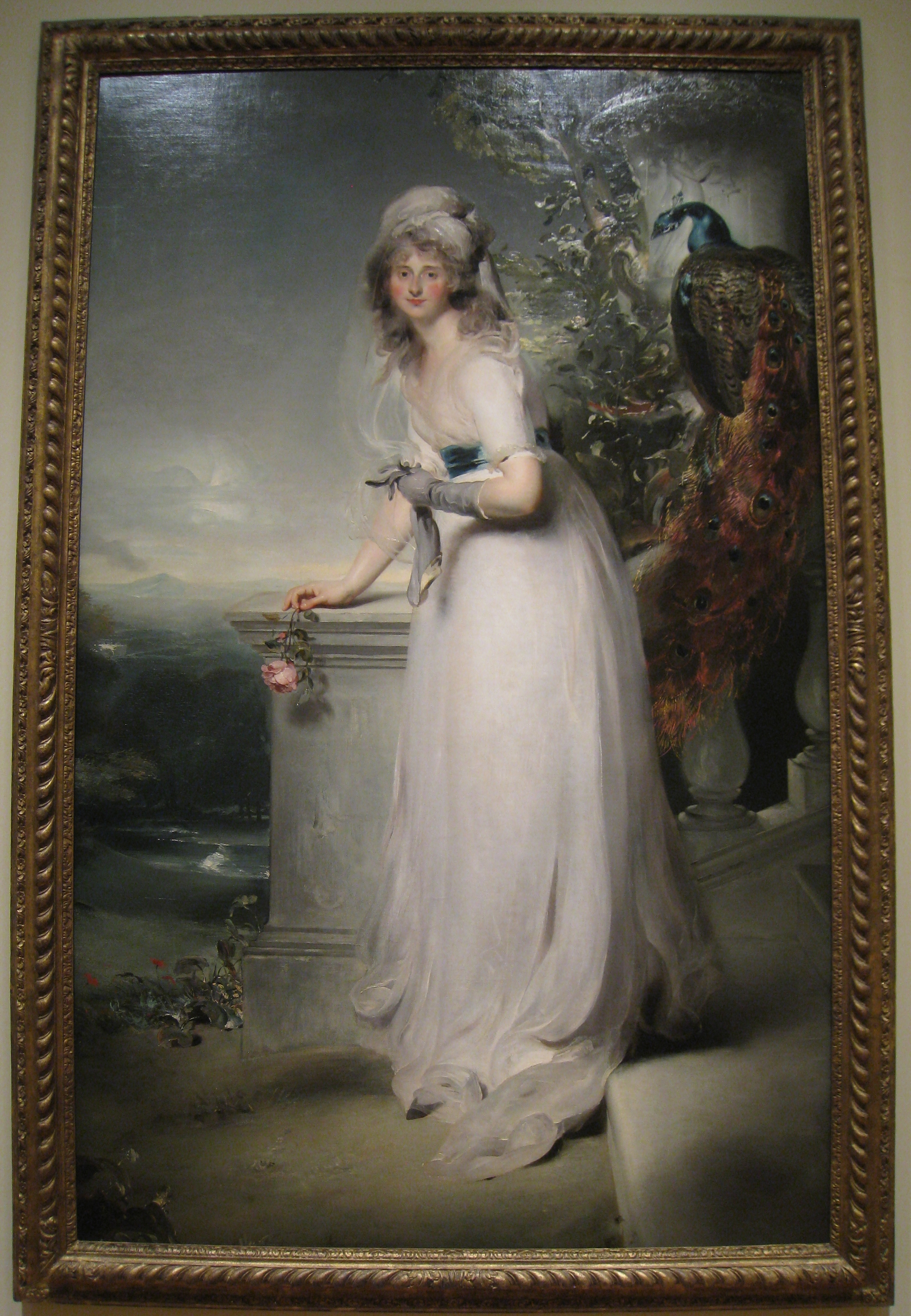
Ritratto di Catherine Gray, di Thomas Lawrence.

## Matrimonio
Sposò, il 12 gennaio 1790, Catherine Rebecca Gray (?-21 marzo 1852), figlia di Francis Gray. Ebbero dodici figli:
- Louisa Tollemache (1791-18 aprile 1830), sposò Joseph Burke, ebbero due figli;
- Lady Catherine Camilla Tollemache (5 novembre 1792-17 marzo 1863), sposò George Sinclair, ebbero tre figli;
- Lady Emily Frances Tollemache (1793-1864);
- Lionel Tollemache, VIII conte di Dysart (18 novembre 1794-23 settembre 1878);
- Felix Thomas Tollemache (16 febbraio 1796-5 ottobre 1843), sposò Sarah Peters, ebbero due figli;
- Arthur Caesar Tollemache (1 settembre 1797-1 aprile 1848), sposò Catherine Scheppers, ebbero quattro figli;
- Caroline Tollemache (1799-1825);
- Lady Catherine Octavia Tollemache (1800-1878);
- Hugh Tollemache (19 settembre 1802-2 marzo 1890), sposò Matilda Hume, ebbero dieci figli;
- Frederick Tollemache (16 aprile 1804-2 luglio 1888), sposò in prime nozze Sarah Maria Bomford, non ebbero figli, e in seconde nozze Isabella Anne Forbes, ebbero una figlia;
- Algernon Tollemache (24 settembre 1805-16 gennaio 1892), sposò Frances Louisa Tollemache, non ebbero figli;
- Lady Laura Maria Tollemache (1807-12 luglio 1888), sposò James Grattan, non ebbero figli.

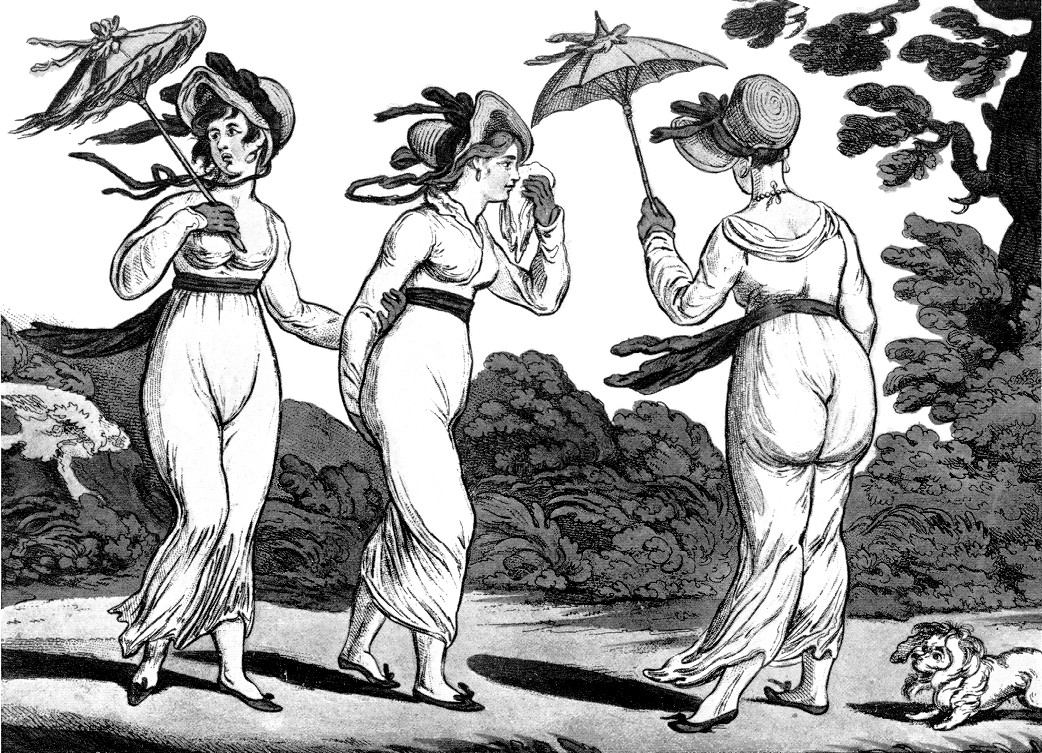
Le tre grazie di James Gillray, si pensa che siano Louisa, Emily e Catherine Tollemache

## Morte
Il 7 marzo 1833 venne colpito da un ictus, morendo l'11 marzo.

## Ascendenza
|                                           |                                      |                                        | Genitori                                 |  |  | Nonni |  |  | Bisnonni                         |  |  | Trisnonni                       |  |
|                                           |                                      |                                        |                                          |  |  |       |  |  | John Manners, II duca di Rutland |  |  | John Manners, I duca di Rutland |  |
|                                           |                                      |                                        |                                          |  |  |       |  |  | John Manners, II duca di Rutland |  |  | John Manners, I duca di Rutland |  |
|                                           |                                      | Catherine Noel                         |                                          |  |  |       |  |  | John Manners, II duca di Rutland |  |  |                                 |  |
| William Manners                           |                                      |                                        |                                          |  |  |       |  |  | John Manners, II duca di Rutland |  |  |                                 |  |
|                                           |                                      | Katherine Russell                      | William Russell, lord Russell            |  |  |       |  |  |                                  |  |  |                                 |  |
|                                           |                                      | Katherine Russell                      | William Russell, lord Russell            |  |  |       |  |  |                                  |  |  |                                 |  |
|                                           |                                      | Katherine Russell                      | Rachel Wriothesley                       |  |  |       |  |  |                                  |  |  |                                 |  |
| John Manners                              |                                      | Katherine Russell                      |                                          |  |  |       |  |  |                                  |  |  |                                 |  |
|                                           |                                      | William Smyth                          | …                                        |  |  |       |  |  |                                  |  |  |                                 |  |
|                                           |                                      | William Smyth                          | …                                        |  |  |       |  |  |                                  |  |  |                                 |  |
|                                           |                                      | William Smyth                          | …                                        |  |  |       |  |  |                                  |  |  |                                 |  |
| Corbetta Smyth                            |                                      | William Smyth                          |                                          |  |  |       |  |  |                                  |  |  |                                 |  |
|                                           |                                      | Mary Corbet                            | …                                        |  |  |       |  |  |                                  |  |  |                                 |  |
|                                           |                                      | Mary Corbet                            | …                                        |  |  |       |  |  |                                  |  |  |                                 |  |
|                                           |                                      | Mary Corbet                            | …                                        |  |  |       |  |  |                                  |  |  |                                 |  |
| William Tollemache, lord Huntingtower     |                                      | Mary Corbet                            |                                          |  |  |       |  |  |                                  |  |  |                                 |  |
|                                           | Lionel Tollemache, lord Huntingtower | Lionel Tollemache, III conte di Dysart |                                          |  |  |       |  |  |                                  |  |  |                                 |  |
|                                           | Lionel Tollemache, lord Huntingtower | Lionel Tollemache, III conte di Dysart |                                          |  |  |       |  |  |                                  |  |  |                                 |  |
|                                           | Lionel Tollemache, lord Huntingtower | Grace Wilbraham                        |                                          |  |  |       |  |  |                                  |  |  |                                 |  |
| Lionel Tollemache, IV conte di Dysart     | Lionel Tollemache, lord Huntingtower |                                        |                                          |  |  |       |  |  |                                  |  |  |                                 |  |
|                                           |                                      | Henrietta Cavendish                    | William Cavendish, II duca di Devonshire |  |  |       |  |  |                                  |  |  |                                 |  |
|                                           |                                      | Henrietta Cavendish                    | William Cavendish, II duca di Devonshire |  |  |       |  |  |                                  |  |  |                                 |  |
|                                           |                                      | Henrietta Cavendish                    | Mary Heneage                             |  |  |       |  |  |                                  |  |  |                                 |  |
| Louisa Tollemache, VII contessa di Dysart |                                      | Henrietta Cavendish                    |                                          |  |  |       |  |  |                                  |  |  |                                 |  |
|                                           |                                      | John Carteret, II conte Granville      | George Carteret, I barone Carteret       |  |  |       |  |  |                                  |  |  |                                 |  |
|                                           |                                      | John Carteret, II conte Granville      | George Carteret, I barone Carteret       |  |  |       |  |  |                                  |  |  |                                 |  |
|                                           |                                      | John Carteret, II conte Granville      | Grace Granville                          |  |  |       |  |  |                                  |  |  |                                 |  |
| Grace Carteret                            |                                      | John Carteret, II conte Granville      |                                          |  |  |       |  |  |                                  |  |  |                                 |  |
|                                           |                                      | Frances Worsley                        | Robert Worsley, IV baronetto             |  |  |       |  |  |                                  |  |  |                                 |  |
|                                           |                                      | Frances Worsley                        | Robert Worsley, IV baronetto             |  |  |       |  |  |                                  |  |  |                                 |  |
|                                           |                                      | Frances Worsley                        | Frances Thynne                           |  |  |       |  |  |                                  |  |  |                                 |  |
|                                           |                                      | Frances Worsley                        |                                          |  |  |       |  |  |                                  |  |  |                                 |  |